# Herb Runge
Helmut 'Herb' Runge (3 februari 1937 - Berlijn, 16 januari 2017) was een Duitse trompettist, arrangeur en bigbandleider.

## Biografie
Runge studeerde, beïnvloed door Louis Armstrong, trompet aan het conservatorium. Halverwege de jaren 50 begon hij op te treden. Begin jaren 60 speelde hij regelmatig in jazzclubs in Berlijn en richtte hij een studentenband op. Hij won jazzprijzen en ging spelen in het RIAS-Tanzorchester. Tot 1970 werkte hij op cruises. Hij was daarna tevens actief als schlagerzanger in het duo Steffi & Steve (single: "Wir stellen die Welt auf den Kopf“). 
Vanaf het begin van de jaren 80 leidde hij een orkest waarmee hij Harald Juhnke begeleidden en optrad met Lou van Burg, Billy Mo en Vico Torriani. Hij arrangeerde Ravel's Boléro ("Swinging Bolero“) en schreef arrangementen voor de RIAS-Big Band.
In 1989 nam hij de leiding over van de BSR Big Band, een amateurorkest van de Berlijnse stadsreiniging, dat hij omvormde tot een professioneel orkest. In 1998 werd het orkest opgeheven. Runge gaf af en toe nog een concert en schreef een lied voor Hertha 03 Zehlendorf. Ter gelegenheid van zijn 70ste verjaardag organiseerde hij nog één keer een bigband.